# Ајшат Уља Шајг
Ајшат Уља Шајг (малд. އައިޝަތު އުލްޔާ ޝައިގް އެވެ, енгл. Aishath Ulya Shaig; 19. октобар 2002) малдивска је пливачица, олимпијка и вишеструка национална рекордерка, чија ужа специјалност су трке слободним стилом. 

## Спортска каријера
Ајшат је дебитовала на међународној пливачкој сцени као 14-огодишња тинејџерка, а прво званично такмичење на коме је наступила је било Азисјко првенство за млађе категорије одржано у Ташкенту 2017. године. Деби у сениорској конкуренцији је имала на Играма исламске солидарности одржаним у турској Конији 2022, где јој је најбољи резултат било девето место утрци на 100 метара леђним стилом. 
На светским првенствима је дебитовала у Дохи 2024, где је пливала у 4 дисциплине. У трци на 50 слободно успела је да обори национални рекорд стар 17 година, иако је време од 21,47 секунди било довољно тек за 81. место. Трку на 100 слободно је завршила на 71. позицији, а пливала је и у микс штафетама на 4×100 слободно (20) и 4×100 мешовито (32. место).  
Захваљујући специјалној позивници наступила је на Летњим олимпијским играма у Паризу 2024. године. У Паризу је пливала у квалификацијама трке на 50 метара слободним стилом. Наступила је у четвртој квалификационој групи где је пливала у стази 1, и са временом од 29,39 секунди заузела је последње место у својој квалификационој групи, односно укупно 56. место у конкуренцији 79 такмичарки.